# Црњелово Доње
Црњелово Доње је насељено мјесто у граду Бијељина, Република Српска, БиХ. Према прелиминарним подацима пописа становништва 2013. године, у насељу је живјело 2.016 становника.

## Становништво
| Националност       | 1991.          | 1981.          | 1971.          |
| Срби               | 2.818 (95,10%) | 3.000 (98,23%) | 3.159 (99,81%) |
| Хрвати             | 2 (0,06%)      | 3 (0,09%)      | 0              |
| Муслимани          | 0              | 2 (0,06%)      | 2 (0,06%)      |
| Југословени        | 13 (0,43%)     | 30 (0,98%)     | 1 (0,03%)      |
| остали и непознато | 130 (4,38%)    | 19 (0,62%)     | 3 (0,09%)      |
| Укупно             | 2.963          | 3.054          | 3.165          |

| Демографија | Демографија | Демографија |
| Година      | Становника  | Становника  |
| ----------- | ----------- | ----------- |
| 1948.       | 2.812       |             |
| 1953.       | 3.012       |             |
| 1961.       | 3.123       |             |
| 1971.       | 3.165       |             |
| 1981.       | 3.054       |             |
| 1991.       | 2.960       |             |
| 2013.       | 2.016       |             |

## Религија
Црква Рођења Пресвете Богородице у Црњелову Доњем